# Meningen med livet (musikalbum)
Bröderna Lindgren presenterar meningen med livet är Bröderna Lindgrens andra barnalbum, utgivet 2009. Albumet vann en Grammis 2010 i kategorin "Årets barnalbum".

## Låtlista
1. "Annan sort" - Britta Persson
2. "Superhjälten" - Amanda "Hajen" Bergman
3. "Det är jag som bestämmer" - Patrik "Swedish Tiger" Arve
4. "Dom bästa" - Those Dancing Days
5. "Aldrig hem igen" - Nina Ramsby
6. "En helt ny värld" - Ebbot Lundberg
7. "Kasta iväg mig" - Olle Ljungström
8. "Nu" - Britta Persson
9. "Här kommer ambulansen" - Nina Ramsby
10. "Snabba som raketer" - Mattias Alkberg
11. "Om en skalbagge" - Caroline Wennergren
12. "Jag vet" - Kristoffer Åström
13. "Vilse" - Amanda "Hajen" Bergman
14. Bonusspår: "Bäste vän" - Patrik "Swedish Tiger" Arve

## Mottagande
Albumet fick ett gott mottagande och snittar på 3,7/5 på Kritiker.se, baserat på tretton recensioner.
Vid Grammisgalan 2010 mottog Meningen med livet pris i kategorin "Årets barnalbum".